# Casselberry
Casselberry es una ciudad ubicada en el condado de Seminole en el estado estadounidense de Florida. En el Censo de 2010 tenía una población de 26241 habitantes y una densidad poblacional de 1.341,06 personas por km².

## Geografía
Casselberry se encuentra ubicada en las coordenadas 28°39′40″N 81°19′19″O / 28.66111, -81.32194. Según la Oficina del Censo de los Estados Unidos, Casselberry tiene una superficie total de 19.57 km², de la cual 18.11 km² corresponden a tierra firme y (7.43%) 1.45 km² es agua.

## Demografía
Según el censo de 2010, había 26241 personas residiendo en Casselberry. La densidad de población era de 1.341,06 hab./km². De los 26241 habitantes, Casselberry estaba compuesto por el 80.06% blancos, el 8.04% eran afroamericanos, el 0.39% eran amerindios, el 2.95% eran asiáticos, el 0.09% eran isleños del Pacífico, el 4.94% eran de otras razas y el 3.54% pertenecían a dos o más razas. Del total de la población el 22.57% eran hispanos o latinos de cualquier raza.